# Willie Morgan
Willie Morgan (2 de outubro de 1944) é um ex-futebolista escocês.

## Carreira
Willie Morgan competiu na Copa do Mundo FIFA de 1974, sediada na Alemanha, na qual a seleção de seu país terminou na 9º colocação dentre os 16 participantes.